# Ytterlångtjärnarna (Storsjö socken, Härjedalen, 697980-137194)
Ytterlångtjärnarna är en sjö i Bergs kommun i Härjedalen och ingår i Ljungans huvudavrinningsområde.